# Агирешу-Фабричеј (Клуж)
Агирешу-Фабричеј (рум. Aghireşu-Fabricei) насеље је у Румунији у округу Клуж. Oпштина се налази на надморској висини од 479 m.

## Становништво
Према подацима из 2011. године у насељу је живело 7071 становника.